# Douglass (Kansas)
Douglass es una ciudad ubicada en el de condado de Butler en el estado estadounidense de Kansas. En el año 2010 tenía una población de 1700 habitantes y una densidad poblacional de 205,56 personas por km².

## Geografía
Douglass se encuentra ubicada en las coordenadas 37°31′0″N 97°0′42″O / 37.51667, -97.01167 (37.516802, -97.011705).

## Demografía
Según la Oficina del Censo en 2000 los ingresos medios por hogar en la localidad eran de $40,833 y los ingresos medios por familia eran $49,875. Los hombres tenían unos ingresos medios de $37,000 frente a los $25,938 para las mujeres. La renta per cápita para la localidad era de $17,965. Alrededor del 6.1% de la población estaban por debajo del umbral de pobreza.